# Stefan Pålsson
Ulf Stefan Pålsson, född 3 juli 1991 i Holm, Halmstads kommun, är en svensk politiker (socialdemokrat) och före detta ombudsman. Han är kommunstyrelsens ordförande i Halmstad sedan oktober 2022. Stefan Pålsson leder ett blocköverskridande styre bestående av Socialdemokraterna, Moderaterna och Kristdemokraterna som kallas Ansvar för Halmstad. 

## Biografi
Pålsson är född och uppväxt i byn Holm i Halmstads kommun. Han har gjort statsvetenskapliga studier på Högskolan i Halmstad. Pålsson har en filosofie kandidatexamen i politisk filosofi från Högskolan i Halmstad.
Innan han blev kommunalråd arbetade Pålsson som ombudsman åt Socialdemokraterna i Halmstad i 3 år. Innan dess arbetade han som apoteksassistent.
2018–2022 var han kommunalråd i opposition och 2:e vice ordförande i kommunstyrelsens samhällsbyggnadsutskott i Halmstads kommun. Dessförinnan var han ledamot i utbildnings- och arbetsmarknadsnämnden. Efter valet 2022 blev det ett blocköverskridande styre bestående av Socialdemokraterna, Moderaterna och Kristdemokraterna som kallas Ansvar för Halmstad, där Pålsson blev kommunstyrelsens ordförande i oktober 2022.